# Нул (султан Сеннару)
Нул (Нол) (*араб. نول; д/н — 1724) — 17-й макк (султан) Сеннару в 1720—1724 роках.

## Життєпис
Походив з династії Фунджі. Син макка Баді III. 1720 року після смерті (або повалення) брата Унсала III посів трон. Відомий мирним пануванням, яке забезпечив налагодженням відносин зі знаттю, що знову стала більш впливовою. Водночас не проводив загарбницької політики, більше уваги приділяв розвитку торгівлі, багато часу проводив у гаремі. Йому спадкував син Баді IV.